# 達斯·魔
達斯·魔（英語：Darth Maul）是電影星際大戰中的一個虛構角色，他是達斯·西帝（Darth Sidious）的徒弟，一個西斯武士，武器是一把雙刃紅色光劍，初次登場於電影《星際大戰首部曲：威脅潛伏》，並在電視動畫《星際大戰：複製人之戰》與《星際大戰：反抗軍起義》中扮演重要的反派。

## 人物經歷

### 童年與加入西斯
達斯·魔是神秘莫測的達索米爾星上塔爾津主母的兒子，他有兩個兄弟，其中一個叫薩瓦奇·奧普雷斯。在他們的第一個生日前，塔爾津為他們刺上了紋身。魔還小時，塔爾津主母是西斯尊主達斯·西帝的盟友，但達斯·西帝因為看到魔巨大的原力潛力後，背叛了塔爾津主母，沒有答應她讓她成為自己的西斯學徒，反倒帶走了達斯·魔收其為徒。

### 《星際大戰首部曲：威脅潛伏》之前
達斯·魔從幼年起就受訓成為一件武器，他那殘暴的脾氣和所受的地獄式訓練使他成為一個難以置信的武士。他從前曾是一個來自達索米爾的扎布拉克人，在獲得西斯的尊號後，他就拋棄了以前身份的所有痕跡。他對西斯極為熱愛，甚至忍受極大的痛苦在全身刺上覆雜的西斯紋身。説話帶點紳士口風，但是性格卻十分兇暴。對財富和權利以及殺戮極度渴望。除了強大的實力，魔也有極高的智商。
達斯·魔使用各種各樣的工具來幫助自己完成任務。他的西斯滲透者飛船是一艘改裝過的星際快船，裝備有匿蹤裝置。他的西斯飛車則緊湊而無武裝，消減到只有最基本的構成，以便獲得最大的速度。以前他甚至僱傭一個改裝過的禮儀機器人作為刺客。
因為要注意對絕地隱瞞西斯的存在，魔所有的任務都是在暗影中執行。儘管魔渴望向絕地武士顯示西斯的威脅，但他對師父的絕對忠誠使他從未懷疑過西迪厄斯的決定。魔暗殺了大量敵人，因為他們的行動妨及西斯的發展。這個西斯尊主甚至潛入銀河系最大的犯罪組織——黑日——的中樞，大加屠戮後安然無恙地脱身。

### 《星際大戰首部曲：威脅潛伏》
在師傅達斯·西帝的命令下，達斯·魔受令去捕抓那卜女王，透過追蹤，他在塔圖因星追上了女王和安納金一行人，並與負責保護女王的魁剛·金交手，最後因魁剛·金跳回飛船而中斷攻擊，並目視著看女王等人逃走。
之後，他在那卜星（Naboo）上，再次與絕地大師魁剛·金（Qui-Gon Jinn）和他的徒弟歐比王·肯諾比（Obi-Wan Kenobi）戰鬥，雙方互相出劍後，一路從皇宮能源塔打到納卜皇宫的中心。於纳卜皇宫中心戰鬥時，把魁剛·金殺死，更將因師傅戰死而怒火中燒的歐比王逼至絕境，但隨後被歐比王用原力取得師傅的光劍攔腰斬成兩段。之後，達斯·魔跌落塔井之內，下落不明。

### 《星際大戰：複製人之戰》
第四季登場，他接上蜘蛛造型的義肢在邊境星球活著，被同族人兼暗黑絕地的薩野奇 （页面存档备份，存于）（Savage Opress）找到，並帶回已遭格里弗斯將軍摧殘過的達索米爾星，接受主母塔津的治療，之後更被賦予同格里弗斯將軍的金屬四爪獸型義肢。
其後，兩人介入了戰役，且對歐比王·肯諾比進行復仇。而為了建立屬於自己的勢力以便對絕地以及西斯進行復仇，中間更介入了曼達洛人的內政，與曼達洛政權的死神護衛首領－Pre Vizsla一起聯手，企圖利用曼達洛以及死神衛建立自己的勢力，並先後聯合黑日組織、派克海盜以及赫特人等組成一隊武裝組織，成功奪取了曼達洛的政權，並囚禁了當時的執政者莎庭公爵。然而此時因與死神衛首領－Pre Vizsla因理念不合而爆發衝突，與薩瓦其遭到Pre Vizsla的囚禁並被打入大牢，不過這樣反而讓魔認識了因為貪汙腐敗而被關押在大牢裡的的曼達洛前首相阿爾梅克。在認定可以讓阿爾梅克擔當傀儡領導人之後，魔與薩瓦其帶著阿爾梅克越獄，並向Pre Vizsla提出挑戰，而他也因此擊敗並殺死了曾一起篡奪曼達洛政權的死神衛首領－Pre Vizsla，並成功奪取其黑色光劍及死神衛的領導權，獲得了曼達洛的統治權，藉由讓阿爾梅克擔當傀儡領導人，但實際上將統治權掌握在手中。
而隨後成功吸引了歐比王·肯諾比前來營救莎庭公爵並將其囚禁，更當著歐比王的面，殺死了莎庭公爵，企圖將歐比王拉入原力的黑暗面，然而歐比王內心更堅，企圖未果。之後他把心灰意冷的歐比王被投入大牢，卻被莎廷之妹博-卡坦所救。臨行前，博-卡坦讓歐比王·肯諾比回到銀河共和國並請求他們的支援，因為她只有一個目的，那就是讓達斯·魔的統治覆滅。
而隨著前導師達斯·西帝的到來，他改變態度企圖誘騙達斯·西帝，謊稱所做的這一切是為了協助前導師並為了重回師門，但卻被達斯·西帝一眼識破其詭計，甚至對於達斯·魔疑似另收徒弟的行為感到不悅，使用原力，將兩人砸飛。面對此番惡意行為，兩人拔劍相向，欲共同對抗這位前導師達斯·西帝。但兩人皆挑戰失敗，薩野奇更被西帝所殺，而他則被西帝以閃電原力 （页面存档备份，存于）折磨並囚禁。
而後在正史漫畫《星球大戰：達索米爾之子》中，魔被曼達洛人死神衛士兵救走。達斯·魔在母親塔爾津主母的指導下俘虜了杜庫伯爵和格里弗斯將軍。達斯·魔釋放了杜庫伯爵，杜庫伯爵答應與達斯·魔聯手，一起逃脱了共和國的追捕，並前往達索米爾。杜庫伯爵隨後被達斯·魔帶到塔爾津主母面前，讓塔爾津主母吸取杜庫的生命力。此時，格里弗斯將軍逃脱和達斯·西帝趕到達索米爾，與達斯·魔和塔爾津主母大戰。最終塔爾津主母被格里弗斯所殺，達斯·魔被塔爾津主母救出，他的盟友黑日和派克犯罪集團（Pyke Syndicate）也結束了與他的合作。雖然達斯·魔逃過一死，但是達斯·西帝表示，魔的未來已經被抹消，已經沒有必要再繼續追殺他了。
達斯·魔在達索米爾那一戰後和依然忠誠於他的死神衞回到了曼達洛，並再次拉攏黑日和派克重新組建暗影集團，在此期間還建立了銀河系著名大黑幫“紅色黎明（Crimson Dawn）。
在複製人戰爭的最後一年，已經退出了絕地的亞蘇卡·譚諾和雷克斯上尉率領501軍團的部分兵力和由博-卡坦·克里茲帶領的曼達洛的抵抗組織發動了旨在推翻達斯·魔統治的曼達洛圍攻，魔以放棄曼達洛，試圖拉攏亞蘇卡對付達斯·西帝，但因為達斯·魔透露了安納金·天行者將墮入黑暗面即屈服於達斯·西帝的事情，讓本想答應魔的亞蘇卡突然拿起光劍，魔不得不與亞蘇卡開戰，但因為對達斯·西帝的恐懼，使魔在對付亞蘇卡·譚諾的時候一直被動留手不殺，最後魔在繳械擊敗阿索卡以後再次試圖拉攏亞蘇卡，但遭到同樣的拒絕，達斯·魔試圖再次逃跑，但此時501軍團的 332 連早已包圍了達斯·魔，使他自己被成功抓獲，也逮捕了加爾·薩克森和其餘的曼達洛人死神衛的隊員。而達斯·魔也暗示了第66號密令（Order 66）的開始。之後魔被501軍團押上殲星艦準備帶回科洛桑，但隨後第66號密令（Order 66）的發動，使滅星者內陷入混戰，魔被亞蘇卡救出製造混亂。在此過程中，達斯·魔殺死了船上多名複製人士兵。最後，達斯·魔通過毀滅滅星者的超空間引擎來製造混亂逃出生天。在帝國建立後，達斯·魔的副手之一加爾·薩克森（Gar Saxon）認為達斯·魔已死後轉向帝國投降並協助推翻博-卡坦·克里茲的統治，被白卜庭任命為曼達洛總督，至於另一位副手魯克·卡斯特（Rook Kast）的去向不明。

### 《星際大戰外傳：韓索羅》之前
逃出66號令的達斯·魔沒有沉淪下去，而是依靠自己剩餘的勢力，稱霸銀河系黑道，並在此期間殺死一名帝國判官，將他的光劍改造成他的武器。(而曼達洛的“暗劍”則被魔封存於達索米爾，多年後被薩繽·連獲得)

### 《星際大戰外傳：韓索羅》
達斯·魔已經成為銀河系中最大的犯罪組織「紅色黎明」的頭目，而「紅色黎明」已經壟斷銀河系黑市貿易，而此組織為故事中最大反派組織。

### 《星際大戰：反抗軍起義》
第2季 - 第21集中 克隆人戰爭結束16年後，他為了對西迪厄斯和維德復仇來到了馬拉科的西斯神殿，而主角艾斯納·包力格在尤達的指引下，也來到馬拉科星的西斯聖殿去尋找「知識」。在這途中，艾斯納·包力格發現了年老的達斯·魔，而年老的達斯·魔自稱自己為「魔」，並說道：『Formerly Darth, now just maul.』的經典台詞，顯示魔已非西斯，但誓言向西斯報仇。
第22集中，達斯·魔引誘艾斯納·包力格打開西斯聖殿作為武器基地，也企圖把艾斯納·包力格墮入黑暗面，隨後聯合肯南·賈奴斯與亞蘇卡·譚諾迎戰帝國判官。在消滅所有判官後，達斯·魔便露出真面目，他重創肯南·賈奴斯的眼睛導致其失明，並揚言整個聖殿，以及艾斯納都將歸他所有。
但肯南·賈奴斯隨後戴上落在一旁的絕地守衛的面具，並與其再次對決。在原力的輔助下，肯南·賈奴斯戰勝了達斯·魔爾，並將其擊落至西斯聖殿底層。隨後，達斯·魔偷了一架鈦先進型v1星際戰機逃走。
第3季 - 第3、11集中，在馬拉科之戰半年後，達斯·魔再次出現並迅速俘獲了幽靈小隊的其他人好逼迫絕地武士肯南·賈奴斯和其學徒艾斯納·包力格用在馬拉科取得的西斯全息儀作為交換，他們在全息儀中看見了西斯滅亡的部分關鍵線索，但卻被打斷了。之後達斯·魔為了再看讓西斯滅亡的關鍵線索，而來到阿圖朗星並邀請艾斯納·包利格去達索米爾星重現這段關鍵線索，在期間艾斯納·包利格在達索米爾星上達斯·魔的住所見到了曼達洛的“暗劍”，之後這把劍被薩繽·連撿到，並交給肯南·賈奴斯保管。最後達斯·魔看到了一個他認為已死很久的人卻還活着—歐比王·肯諾比。
第3季 - 第20集中，最終達斯·魔厭倦了復仇的路途，瀕臨頹廢的達斯·魔在塔圖因星找到歐比王·肯諾比，在其對話中發現了歐比王在藏着盧克的事以此來刺激歐比王，並與之再次展開對決。
（* 歐比王這時使用的戰型，不是於複製人戰爭時使用的【防禦型(第三型)】，而是師傅的【速度型(第四型)】）
但最後被擊敗且遭到重創（胸口被光劍劈開，手持的光劍也被斬成兩半）。達斯·魔臨死前，得知歐比王·肯諾比正在保護一個【新希望（即盧克·天行者）】後，便平靜地在歐比王·肯諾比的懷裡去世，結束了他這漫長、曲折又奇妙的一生，而他的曼達洛戰機“暗夜兄弟”號被埃茲拉獲得，在隨後對抗銀河帝國的洛塔戰鬥中起到了關鍵作用。

## 光剑战型
達斯·魔是一个典型的西斯Juyo戰型使用者，出於對宿敵歐比王·肯諾比的仇恨，和前導師達斯·西帝的殺弟之仇及折磨之恨; 這個西斯武士內心充滿極端的復仇情緒，合乎Juyo需要運用自身的情感戰鬥的條件。雖然此戰型十分狂暴、不完備，且極易被情緒左右，但他在塔圖因和那卜上以表面的平靜試圖掩飾他內心的仇恨，且強烈的復仇情緒使其更能集中和享受格鬥帶來的快意; 尤其曾是強大西斯武士的魔不必像絕地武士梅斯·温杜以Juyo戰型改良的Vaapad戰型需要完全控制本戰型中流动的黑暗原力，以及自己的情緒，而是直接使用其復仇心態黑暗面的黑暗原力，這也是他利用自己的黑暗面擊敗了魁剛的最好印證。
達斯·魔是已知的唯一一名能完全掌握Juyo戰型的西斯武士。

## 人物關係

### 師父
達斯·西帝（西斯，被其除名，已断绝）

### 徒弟
薩瓦其·奧普雷斯（黑暗绝地/西斯，已故）
艾斯納·包力格（非正式弟子，嘗試在戰鬥技巧以及其他直接手段讓其步入黑暗面，但不成功）